# Альма (французская певица)
Альма, или Алма (фр. Alma; наст. имя: Александра Маке́, фр. Alexandra Maquet; род. 27 сентября 1988 года в Лионе) — французская певица. Представительница Франции на конкурсе «Евровидение» 2017 года в Киеве с песней «Requiem».

## Биография
Псевдоним Альмы образован по первым двум буквам настоящего имени — Александра Маке. Она родилась во Франции в городе Лионе. У неё есть 2 младших сестры
В детстве с семьёй жила в США, в Италии и в Бразилии
Окончив торговый колледж, год работала в Милане, но потом решила посвятить себя музыке. Начала брать уроки пения, музыкальной композиции, сольфеджио, литературного мастерства, сценического выражения, вращаться в музыкальной среде. В итоге подписала контракт с лейблом Warner Brothers.
В июне 2016 года у неё вышел дебютный сингл «La chute est lente»
Песня «Requiem», с которой она представила Францию на «Евровидении-2017» — это второй cингл с её будущего альбома. Написал эту песню Назим (Nazim Khaled).

## Дискография
Альбомы
- Ma peau aime (2017)

Синглы
- La chute est lente (2016)
- Requiem (2017)
- Ivre (2017)